# Tata (Hungría)
Tata (en latín: Dotis) es una ciudad (en húngaro város) en el condado de Komárom-Esztergom, en el norte de Hungría. Se encuentra situada en el valle intermedio que separa los montes Gerecse y los Vértes, a unos 9 km al noroeste de la capital del condado, Tatabánya, y a unos 70 km de la capital estatal, Budapest, y a muy pocos kilómetros al sur de la frontera con Eslovaquia. Gracias a su localización, la ciudad de Tata es un lugar importante para el transporte donde se conectan carreteras y ferrocarriles, como los que conectan Viena con Budapest. 
El 23 de mayo de 1597 la fortaleza durante la guerra de los quince años fue retomada por el conde Miklós Pálffy, capitán general de Komárom, perdiéndola los otomanos.
En 2015, la ciudad fue laureada, junto con la alemana Dresde, con el Premio de Europa, una distinción otorgada anualmente por el Consejo de Europa, desde 1955, a aquellos municipios que hayan hecho notables esfuerzos para promover el ideal de la unidad europea.

## Ciudades hermanadas
La ciudad de Tata se encuentra hermanada con las siguientes localidades:
- Alkmaar, Países Bajos, desde 1985
- Gerlingen, Alemania, desde 1987
- Dammarie-les-Lys, Francia, desde 1993
- Arenzano, Italia, desde 1994
- Svodín, Eslovaquia, desde 1997
- Montebelluna, Italia, desde 2000
- Szováta, Rumanía, desde 2002
- Pińczów, Polonia, desde 2004
- Bystřice, República Checa